# Шихова, Екатерина Владимировна
Екатери́на Влади́мировна Ши́хова (25 июня 1985, Киров, СССР) — российская спортсменка-конькобежец, бронзовый призёр зимних Олимпийских игр 2014 года, 2-кратная бронзовый призёр чемпионата мира, чемпионка Европы и 4-кратная призёр чемпионата Европы, 15-кратная чемпионка России, 17-кратная призёр чемпионата России. Заслуженный мастер спорта. Выступала за УОР-2, СКА (Санкт-Петербург), Центр олимпийских видов спорта (Московская область), ЦСКА (с 2015 года).

## Биография
Екатерина начала кататься на коньках вместе со своей старшей сестрой Ольгой в возрасте 7-ми лет в родном Кирове под руководством первого тренера Веры Быковой. Через пять лет тренировок у Елены Кудрявцевой и Василия Дмитриева заслужила звание мастера спорта. В 1999 году по приглашению руководства Училища Олимпийского резерва №2 она переехала в Санкт-Петербург, параллельно училась в школе олимпийского резерва.
С 2001 года Шихова участвовала на чемпионате России среди юниоров, а в 2002-м стала третьей в юниорском многоборье. В возрасте 18 лет дебютировала на чемпионате России среди взрослых, а также на Кубке мира, на юниорском чемпионате мира и на чемпионате мира в спринтерском многоборье. В 2004 году заняла 2-е место на чемпионате России в спринтерском многоборье. Следующие два сезона провела слабо и не квалифицировалась в сборную.
В сезоне 2006/07 на чемпионате России выиграла командую гонку, заняла 3-е место в забеге на 500 м и в спринтерском многоборье. В январе 2007 года на зимней Универсиаде в Турине стала серебряным призёром в командной гонке.
В сезоне 2008/09 Екатерина впервые выиграла чемпионат России в многоборье и в командной гонке, на этапе Кубка мира в Эрфурте заняла 2-е место в командной гонке и на чемпионате мира на отдельных дистанциях финишировала 4-й в той же командной гонке и 17-й в забеге на 1500 м.
В сезоне 2009/10 она впервые выиграла золото в командной гонке на этапе Кубка мира в Солт-Лейк-Сити, следом выиграла чемпионат России на дистанциях 1000 и 1500 метров и в январе 2010 года заняла 8-е место в многоборье на чемпионате Европы в Хамаре. На своих первых зимних Олимпийских играх в Ванкувере заняла 7-е место в командной гонке, 8-е в забеге на 1500 м и 11-е на 1000 м. Первую победу в личном зачёте Катя завоевала на дистанции 1000 м на этапе Кубка мира в Эрфурте, прошедшем после Олимпиады.
На чемпионатах мира в классическом многоборье с 2009 по 2011 год заняла лучшее 8-е место на чемпионате мира 2010 года. В 2012 году на чемпионате мира на отдельных дистанциях вновь с партнёршами заняла 4-е место в командной гонке. В забегах на 1000 и 1500 м заняла 6-е и 7-е места соответственно. В сезоне 2012/13 стала чемпионкой России в многоборье, а на Кубке мира неоднократно попадала на подиум.
В 2013 году на чемпионате мира в классическом многоборье в Хамаре установила личные рекорды на дистанциях 3000 и 5000 метров и заняла 3-е место в общем зачёте. Она стала первой спортсменкой из Российской Федерации, завоевавшей медаль на чемпионате мира по многоборью с момента распада Советского Союза. На Олимпийских играх 2014 года завоевала бронзовую медаль в командной гонке. На дистанции 1000 м стала 15-й, на 1500 м - 10-й и на 3000 м - 20-й.
Она пропустила начало сезона 2014/15 из-за вирусной инфекции и вернулась к тренировкам в декабре 2014 года. В 2017 году Екатерина заняла 6-е место на чемпионате Европы в спринтерском многоборье, а на чемпионате мира на отдельных дистанциях завоевала бронзовую медаль в командной гонке.
В 2018 году на чемпионате Европы на отдельных дистанциях Екатерина стала чемпионкой Европы на дистанции 1000 м, выиграла серебряную медаль в забеге на 1500 м и в командной гонке.
В 2019 году Екатерина заняла 3-е место в беге на 1500 метров на этапе Кубка мира в Солт-Лейк-Сити и побила рекорд России на этой дистанции. В марте на чемпионате мира на отдельных дистанциях финишировала 4-й в забеге на 1500 м и 7-й на 1000 м. В январе 2020 года на чемпионате Европы на отдельных дистанциях она выиграла бронзовые медали на дистанциях 1000 и 1500 метров. Следом на чемпионате мира на отдельных дистанциях заняла 6-е место в беге на 1500 м, 7-е на 1000 м и 4-е в командной гонке.
В октябре 2020 года Катя переболела коронавирусом и тяжело восстанавливалась, поэтому ей пришлось пропустить сезон 2020/21. Она хотела вернуться в сезоне 2021/22, но из-за низкой работоспособности не могла показывать высокие результаты. Осенью 2021 года она объявила о завершении карьеры. 26 декабря 2021 года Екатерина Шихова вместе с Ольгой Граф в Конькобежном центре "Коломна" официально попрощались и завершили карьеру.

## Спортивные достижения
| Год  | ЧЕ многоборье          | ЧЕ спринт           | ЧЕ на отдельных дистанциях        | ЧМ многоборье           | ЧM спринт                | ЧM на отдельных дистанциях               | Олимпийские игры                                       | Чемпионат мира среди юниоров |
| ---- | ---------------------- | ------------------- | --------------------------------- | ----------------------- | ------------------------ | ---------------------------------------- | ------------------------------------------------------ | ---------------------------- |
| 2003 |                        |                     |                                   |                         | 28e (28e, 28e, 28e, 28e) |                                          |                                                        | 17e 7e командная гонка       |
| 2004 |                        |                     |                                   |                         | 25e (28e, 22e, 27e, 21e) |                                          |                                                        | 20e 5e командная гонка       |
|      |                        |                     |                                   |                         |                          |                                          |                                                        |                              |
| 2009 | DQ (DQ, 16e, 20e, -)   |                     |                                   | NC13 (6e, 20e, 12e, -)  |                          | 17e 1500 м 4e командная гонка            |                                                        |                              |
| 2010 | 8e · (, 15e, 7e, 12e)  |                     |                                   | 8e · (, 18e, 4e, 11e)   |                          |                                          | 11e 1000 м 8e 1500 м 7e командная гонка                |                              |
| 2011 | NC23 (23e, 16e, 9e, -) |                     |                                   | NC16 (12e, 19e, 11e, -) | DQ (24e, 9e, 20e, DQ)    | 5e 1000 м 4e 1500 м 6e командная гонка   |                                                        |                              |
| 2012 |                        |                     |                                   |                         |                          | 6e 1000 м 7e 1500 м 4e командная гонка   |                                                        |                              |
| 2013 | NC10 (5e, 12e, 7e, -)  |                     |                                   | · (5e, 4e, , 5е)        |                          | 15e 1500 м                               |                                                        |                              |
| 2014 | NC9 (4e, 10e, 6e, -)   |                     |                                   | NC11 (3e, 15e, 10e, -)  |                          |                                          | 15e 1000 м · 10e 1500 м · 20e 3000 м · командная гонка |                              |
| 2015 |                        |                     |                                   |                         |                          |                                          |                                                        |                              |
| 2016 |                        |                     |                                   |                         |                          | 21e 1000 м 15e 1500 м                    |                                                        |                              |
| 2017 |                        | 6e (7e, 6e, 8e, 7e) |                                   |                         | 10е (14e, 6e, 17e, 5e)   | 14e 1000 м · 9e 1500 м · командная гонка |                                                        |                              |
| 2018 |                        |                     | 1000 м · 1500 м · командная гонка |                         |                          |                                          |                                                        |                              |
| 2019 |                        |                     |                                   |                         |                          | 7e 1000 м 4e 1500 м                      |                                                        |                              |
| 2020 |                        |                     | 1000 м · 1500 м                   |                         | 10е (14e, 6e, 17e, 5e)   | 7e 1000 м 6e 1500 м                      |                                                        |                              |

- (500 м, 3000 м, 1500 м, 5000 м), для юниоров (500 м, 1000 м, 1500 м, 3000 м)
- ЧМ и ЧЕ спринт — (1e 500 м, 1e 1000 м, 2e 500 м, 2e 1000 м).
- NC = не отобралась на заключительную дистанцию
- DQ = дисквалификация

| Соревнования/Сезоны                       | 2002/2003 | 2003/2004 | 2004/2005 | 2005/2006 | 2006/2007 | 2007/2008 | 2008/2009 | 2009/2010 | 2010/2011 | 2011/2012 | 2012/2013 | 2013/2014 |
| ----------------------------------------- | --------- | --------- | --------- | --------- | --------- | --------- | --------- | --------- | --------- | --------- | --------- | --------- |
| Чемпионаты России в многоборье            |           |           |           |           |           | —         | 1         | —         | 2         | 13        | 1         |           |
| Чемпионаты России в спринте               |           | 2         |           | 3         |           | —         | —         | —         | —         | —         | 3         |           |
| Чемпионаты России на отдельных дистанциях |           |           |           |           |           |           |           |           |           |           |           |           |
| 500 м                                     |           |           |           |           | 3         | —         | —         |           | —         | 3         | 5         |           |
| 1000 м                                    |           |           |           |           |           | 6         | —         | 1         | —         | 1         | 1         | 3         |
| 1500 м                                    |           |           |           |           |           | 3         | 5         | 1         | 1         | 1         | 1         | 1         |
| 3000 м                                    |           |           |           |           |           | —         | —         | 2         | —         | 5         | 7         | 3         |
| 5000 м                                    |           |           |           |           |           | —         | —         |           | —         | 6         | —         | —         |
| Командная гонка                           |           |           | 3         |           | 1         | 1         |           |           |           |           |           |           |

* После трёх дистанций занимала третье место, но не отобралась на заключительную дистанцию.

## Награды и звания
- Медаль ордена «За заслуги перед Отечеством» II степени (24 февраля 2014 года) — за большой вклад в развитие физической культуры и спорта, высокие спортивные достижения на XXII Олимпийских зимних играх 2014 года в городе Сочи[16][17].
- Заслуженный мастер спорта России (24 февраля 2014 года)[18].

## Личная жизнь и семья
Екатерина Шихова обучалась в Санкт-Петербургском государственном университете технологии и дизайна. Её мать Галина получила звание мастера спорта международного класса, а её отец Владимир имел звание кандидата в мастера спорта Советского Союза по конькобежному спорту.